# Юліан Александрійський
Юліан (Юліанус) Александрійський (II століття - 189 рік) - одинадцятий Папа і Патріарх Александрійський.
Юліан Александрійський відомий як мудрий священик, який вивчав Біблію і «ходив шляхом цнотливості, релігії та спокою». Синод єпископів разом із мирянами в місті Александрія (Єгипет) призначив його патріархом. Юліан складав звичайні проповіді та проповіді, присвячені святим. Як александрійський єпископ не завжди залишався у місті, а виходив таємно і висвячував у священиків у кожному місці, за прикладом Марка Євангеліста. 
Після десятирічного правління Юліан помер 8 Паремхата або 12 Баба. Його пам'ять відзначається в коптському синаксаріоні на 8-й день Паремхата.

## Зовнішні посилання
- Офіційний веб-сайт коптського православного папи Александрійського та Патріарха всієї Африки на Святому Престолі Святого Апостола Марка
- Коптські документи французькою мовою